# Společnost pro správu informací a záznamů
Společnost řízení záznamů a informací (Information and Records Management Society), dříve známá jako Společnost pro správu záznamů (Records Managements Society), byla založena v roce 1983 jako hlavní profesní organizace pro manažery řízení záznamů ve Velké Británii a v Irsku. 

## O společnosti
Cílem společnosti je usilovat o rozvoj znalostí a řádné správy záznamů vytvořených v průběhu obchodní činnosti jakékoliv organizace, bez ohledu na jejich nosiče záznamů, obchodní vztahy nebo kooperace mezi jednotlivci v oboru. 
Všechny tyto organizace, z jakékoliv země, spojené s řízením záznamů a informací, bez ohledu na jejich profesní nebo organizační úroveň kvalifikace, se mohou zapojit do Information and Records Management Society. Společnost má přes 1100 členů z celkem 30 zemí.[kdy?] Existují zde konkrétní zájmové skupiny pro veřejný sektor a instituce vyššího a dalšího vzdělávání, stejně jako lokalizované skupiny v Irsku, Skotsku, Walesu, severní, Jižní a západní Anglie. Společnost organizuje setkání a výroční konference, vydává jednou za dva měsíce časopis Records Management Bulletin, který obsahuje komentáře, analýzy, případové studie a zprávy u Velké Británie a mezinárodní scény řízení záznamů a informací. Dále společnost vydává informační příručky o otázkách uchování informačních technologií a další. Dále pořádá  a informuje o školení nejen pro členy, ale i pro širokou veřejnost.
V roce 2010 změnila společnost jméno na Information and Records management Society. V České republice byla založena roku 2010 její partnerská organizace, Information and Records Management Society – Czech Republic Group, o.s.